# Platostoma palniense
Platostoma palniense là một loài thực vật có hoa trong họ Hoa môi. Loài này được Mukerjee miêu tả khoa học đầu tiên năm 1938 dưới danh pháp Acrocephalus palniensis. Năm 1997 A. J. Paton chuyển nó sang chi Platostoma.
Loài này là bản địa miền nam Ấn Độ.